# Hemitheconyx
Hemitheconyx is een geslacht van hagedissen die behoren tot de gekko's en de familie Eublepharidae.

## Naam en indeling
Er zijn twee soorten, de wetenschappelijke naam van de groep werd voor het eerst voorgesteld door Leonhard Hess Stejneger in 1893.

## Verspreiding en habitat
De gekko's komen voor in delen van Afrika en leven in de landen Kameroen, Somalië, Ethiopië, Nigeria, Senegal, Togo, Mali, Ivoorkust, Gambia, Benin, Burkina Faso, Niger, Guinee, mogelijk in Ghana, Liberia en Sierra Leone. De habitat bestaat uit zowel droge als vochtige savannen en hete woestijnen.

## Beschermingsstatus
Door de internationale natuurbeschermingsorganisatie IUCN is aan beide soorten een beschermingsstatus toegewezen. De hagedissen worden beschouwd als 'veilig' (Least Concern of LC).

## Soorten
Het geslacht omvat de volgende soorten, met de auteur en het verspreidingsgebied.
| Naam                                       | Auteur        | Verspreidingsgebied |
| ------------------------------------------ | ------------- | --- |
| Dikstaartgekko (Hemitheconyx caudicinctus) | Duméril, 1851 | Kameroen, Nigeria, Senegal, Togo, Mali, Ivoorkust, Gambia, Benin, Burkina Faso, Niger, Guinee, mogelijk in Ghana, Liberia en Sierra Leone. |
| Hemitheconyx taylori                       | Parker, 1930  | Somalië, Ethiopië |